# Joža Šeb
Joža Šeb (1911. – Zagreb, 28. travnja 1987.) je bio hrvatski kazališni, televizijski i filmski glumac.

## Životopis
Svoj prvi film snima 1952. u ulozi Hijacinta Štiglića u Marjanovićevoj komediji Ciguli Miguli, nakon čega slijedi: Martin u oblacima (1961) u kojem je odigrao ulogu izumitelja beskorisnih izuma Vjenceslava Barića; Godine 1964. snima dvije manje uloge u filnovima Lito vilovito i uloga Boba u Vohrerovom filmu Unter Geiern /Među jastrebovima (1964)/ u kojem još igraju Stewart Granger kao Old Surehand i Pierre Brice kao Winnetou. 
Pet godina kasnije (1969) slijedi s Otokarom Levajem i Mustafom Nadarevićem Bilušičin Ratnici i bosonogi i uloga u jednoj epizodi dramske serije Pod novim krovovima /Sastanak u bijelom/.
Sedamdesetih godina snima u nekoliko filmova i serija, to su horor Kratka noć leptira (1971) (La corta notte delle bambole di vetro) u režiji Alda Lada u ulozi čistaća parka. Nakon njega (1974) igra u dvije epizode u seriji "U registraturi", to su Krvava svadba i Mladić. Godina 1975. je vrhunac njegove karijere gdje se proslavio u Gruntovčanima u ulozi pijanog šintera Čvarkeša gdje su mu nerazdvojni partneri Zvonimir Torjanac (lugar Pišta) i Rikard Brzeska (Gaber).
Godine 1976. Joža igra manju ulogu u poznatom dječjem filmu Vlak u snijegu. Dvije godine kasnije (1978) dobiva ulogu u dvije epizode u seriji Mačak pod šljemom (to su Rat je rat i Zelena mrkvica).
Na završetku karijere javlja se i u epizodi Morija mori (1980) u seriji Velo misto i u 3 epizode serije Nepokoreni grad (Dugi bijeg, 1981.; Burevjesnik, 1982.; i Čamac na Kupi, 1982)

## Filmografija

### Televizijske uloge
- "Nepokoreni grad" (1982.)
- "Velo misto" kao zatvorski čuvar (1980.)
- "Mačak pod šljemom" kao pijani zarobljeni seljak i vodič (1978.)
- "Nikola Tesla" kao čitač carske zapovijedi Dobošar (1977.)
- "Gruntovčani" kao Šinter Čvarkeš (1975.)
- "U registraturi" (1974.)
- "Mejaši" kao Šinter Čvarkeš (1969. – 1970.)
- "Pod novim krovovima" (1969.)
- "Sumorna jesen" kao susjed Vjekoslava Mrhe i veseljak iz vlaka (1969.)
- "Dnevnik Očenašeka" kao gospon s kuglane (1969.)

### Filmske uloge
- "Akcija stadion" kao prodavač pijeska (1977.)
- "Vlak u snijegu" kao prodavač pijeska (1976.)
- "Kratka noć staklenih lutki" kao čistač parka (1971.)
- "Ratnici i bosonogi" (1969.)
- "Među strvinarima" kao Bob (1964.)
- "Lito vilovito" kao Zagrepčan s plaže (1962.)
- "Martin u oblacima" kao Vjenceslav Barić (1961.)
- "Jubilej gospodina Ikla" (1955.)
- "Ciguli Miguli" kao brijač Hijacint Štiglić (1952.)

## Vanjske poveznice
- Joža Šeb u internetskoj bazi filmova IMDb-u (engl.)